# Andrzej Modrzejewski
Andrzej Modrzejewski (ur. 1950) – były prezes zarządu i dyrektor generalny PKN Orlen w latach 1999–2002, bohater Orlengate.

## Życiorys
Z wykształcenia jest fizykiem, absolwentem Wydziału Wydziału Matematyki, Fizyki i Chemii Uniwersytetu Mikołaja Kopernika w Toruniu. W 1993 uzyskał tytuł MBA, był też stypendystą na uniwersytetach amerykańskich (Wisconsin – La Crosse, Georgetown) i absolwentem wielu kursów menedżerskich.
W latach 1978–1983 pracował jako asystent w Głównym Instytucie Górnictwa. Był likwidatorem Nowosądeckiego Kombinatu Budowlanego w Nowym Sączu (1992–1994). Później przewodniczył wielu radom nadzorczym: w Izolacji Zduńska Wola (od 1997), Zakładach Chemicznych Alwernia (od 1995), Zakładach Przemysłu Jedwabniczego Silwana w Gorzowie Wielkopolskim (1995–1998), Zakładzie Przemysłu Urządzeń Chłodniczych w Bochni (1995–1998). Pracował jako dyrektor inwestycyjny, a od maja 1998 prezes Narodowego Funduszu Inwestycyjnego im. E. Kwiatkowskiego. W kwietniu 1999 został prezesem Petrochemii Płock. Miesiąc później, po połączeniu Petrochemii i Centrali Produktów Naftowych, został prezesem zarządu i dyrektorem generalnym Polskiego Koncernu Naftowego Orlen. Był autorem planów ekspansji Orlenu na Środkową Europę: sojuszu z węgierskim MOL lub austriackim OMV na wzór holendersko-brytyjskiego Royal Dutch Shell.
W czasie kierowania Orlenem przewodniczył też radzie nadzorczej operatora sieci GSM – Polkomtel SA i zasiadał w radach nadzorczych LG Petrobank SA i Giełdy Papierów Wartościowych.
7 lutego 2002 Modrzejewski został zatrzymany przez funkcjonariuszy UOP, co zapoczątkowało tzw. Orlengate. Dzień później stracił stanowisko prezesa Orlenu.
W czerwcu 2006 sąd uniewinnił Modrzejewskiego z zarzutu ujawnienia poufnej informacji Grzegorzowi Wieczerzakowi, zaś w grudniu tego samego roku sąd uwolnił Modrzejewskiego i Wieczerzaka od kolejnych zarzutów (niegospodarności w IX NFI). W 2013 za nadużycie uprawnień podczas aresztowania Modrzejewskiego zostali skazani były szef UOP Zbigniew Siemiątkowski oraz płk UOP Ryszard Bieszyński.
W latach 2016–2018 był prezesem zarządu Unipetrol, spółki zależnej PKN Orlen.